# Пильнянское водохранилище
Пильнянское водохранилище — небольшое русловое водохранилище в балке Волчий Яр (бассейн реки Польной, левого притока Северского Донца). Расположено в Волчанском районе Харьковской области Украины. Водохранилище построено в 1967 году по проекту Харьковского института «Укргипроводхоз». Назначение — орошение, рыборазведение, рекреация. Вид регулирования — сезонное.

## Основные параметры водохранилища
- Нормальный подпорный уровень — 111,0 м;
- Форсированный подпорный уровень — 112,0 м;
- Полный объём — 1030000 м³;
- Полезный объём — 0990000 м³;
- Длина — 2,7 км;
- Средняя ширина — 0,13 км;
- Максимальные ширина — 0,26 км;
- Средняя глубина — 2,9 м;
- Максимальная глубина — 6,8 м.

## Основные гидрологические характеристики
- Площадь водосборного бассейна — 30,8 км².
- Годовой объём стока 50 % обеспеченности — 2190000 м³.
- Паводковый сток 50 % обеспеченности — 1760000 м³.
- Максимальный расход воды 1 % обеспеченности — 17,5 м³/с.

## Состав гидротехнических сооружений
- Глухая земляная плотина длиной — 182 м, высотой — 8,3 м, шириной — 10 м. Заделка верхового откоса — 1:3, низового откоса — 1:2.
- Шахтный водосброс из монолитного железобетона размерами 3,2×3,2 м.
- Водоотводная труба квадратного сечения 1,85×1,85 м.
- Рекомендуемый водовыпуск из двух стальных труб диаметром 500 мм, оборудованных защёлками.

## Использование водохранилища
Водохранилище было построено для орошения в колхозе «Заря коммунизма» Волчанского района.